# Cyclomia castraria
Cyclomia castraria là một loài bướm đêm trong họ Geometridae.